# Universidad Rey Juan Carlos (métro de Madrid)
Universidad Rey Juan Carlos est une station de la ligne 12 du métro de Madrid. Elle est située sous l'avenue du Maire de Móstoles, à Móstoles, dans la communauté de Madrid.

## Situation sur le réseau
Établie en souterrain, la station Universidad Rey Juan Carlos est située sur la ligne 12 du métro de Madrid, entre Móstoles Central et Parque Oeste.

## Histoire
La station est inaugurée le 11 avril 2003, à l'occasion de la mise en service de la ligne.

## À proximité
La station dessert le campus de l'université Roi Juan Carlos.